# 로버트 블레이크 (1598년)
로버트 블레이크(영어: Robert Blake, 1598년 9월 27일 ~ 1657년 8월 7일)는 영국의 제독이다. 영국-네덜란드 전쟁 시에 큰 역할을 한 사람으로 알려져 있다.

## 생애
옥스퍼드 대학 워덤 칼리지에서 배운 뒤, 서머싯 브리지워터로 돌아왔다. 1640년 단기의회 의원으로 선출되어 그 후 육군 대령으로 잉글랜드 내전과 영란전쟁에서 육해군의 의회파의 지휘봉을 잡게 된다. 제1차, 제2차 잉글랜드 내전에서는 육전을 지휘했지만 1649년에 제독에 임명된 이후 함대 사령관으로서 잉글랜드 함대를 이끌고 왕당파의 함대와 싸움을 벌였다.
1652년 전부터 험악해지고 있던 네덜란드 해군의 함대와 조우하였다. 블레이크는 네덜란드 마르턴 트롬프에게 영국 해협의 잉글랜드 깃발에 대한 경례를 요구했지만, 이를 거부당했고 게다가 편현에 일제 사격을 받았다. 이것으로 인해 해전으로 발전하였고, 결국 제1차 영란전쟁이 시작되는 발단이 되었다. 이 전투는 이후 굿윈샌즈 해전(또는 도버 해전)으로 불렸다. 그 뒤에도 네덜란드 해군과 켄티쉬녹 해전과 던제니스 해전, 레그혼 해전, 포틀랜드 해전(또는 3일 해전)을 치렀다. 그는 포틀랜드 해전에서 중상을 입었고, 그 후의 갇바드 해전과 스헤베닝언 해전은 조지 뭉크가 함대를 지휘했다. 항상 승리한 것은 아니었지만, 해전을 통해서 단종진을 활용한 함대 전술로 큰 전과를 얻었다.
전후에는 바르바리 해적 소탕 임무 등을 맡았다. 플리머스 앞바다에서 전사하며, 웨스트민스터 사원에 묻혔다. 그의 공적을 기리기 위해서 몇 척의 군함에 ‘블레이크'라는 이름이 헌정되었다.

## 참고 문헌
- Dixon, William Hepworth. Robert Blake: Admiral and General at Sea: Based on Family and State Papers. Mount Kisco, N.Y.: Regatta Press, 2000. ISBN 0967482615 ; This volume was originally published in London by Chapman and Hall in 1852.
- Knight, Frank General-at-Sea The Life of Admiral Robert Blake London Macdonald 1971 ISBN 0-356-03694-4
- John Rowland Powell (1972). 《Robert Blake: General-At-Sea》. Collins. ISBN 0-00-211726-6.
- Bernard Capp (1989). 《Cromwell's Navy: The Fleet And the English Revolution, 1648-1660》. Oxford University Press. ISBN 0-19-820115-X.